# Anomoea nitidicollis
Anomoea nitidicollis är en skalbaggsart som beskrevs av Schaeffer 1920. Anomoea nitidicollis ingår i släktet Anomoea och familjen bladbaggar.

## Underarter
Arten delas in i följande underarter:
- A. n. nitidicollis
- A. n. crassicornis